# Stimmwerck

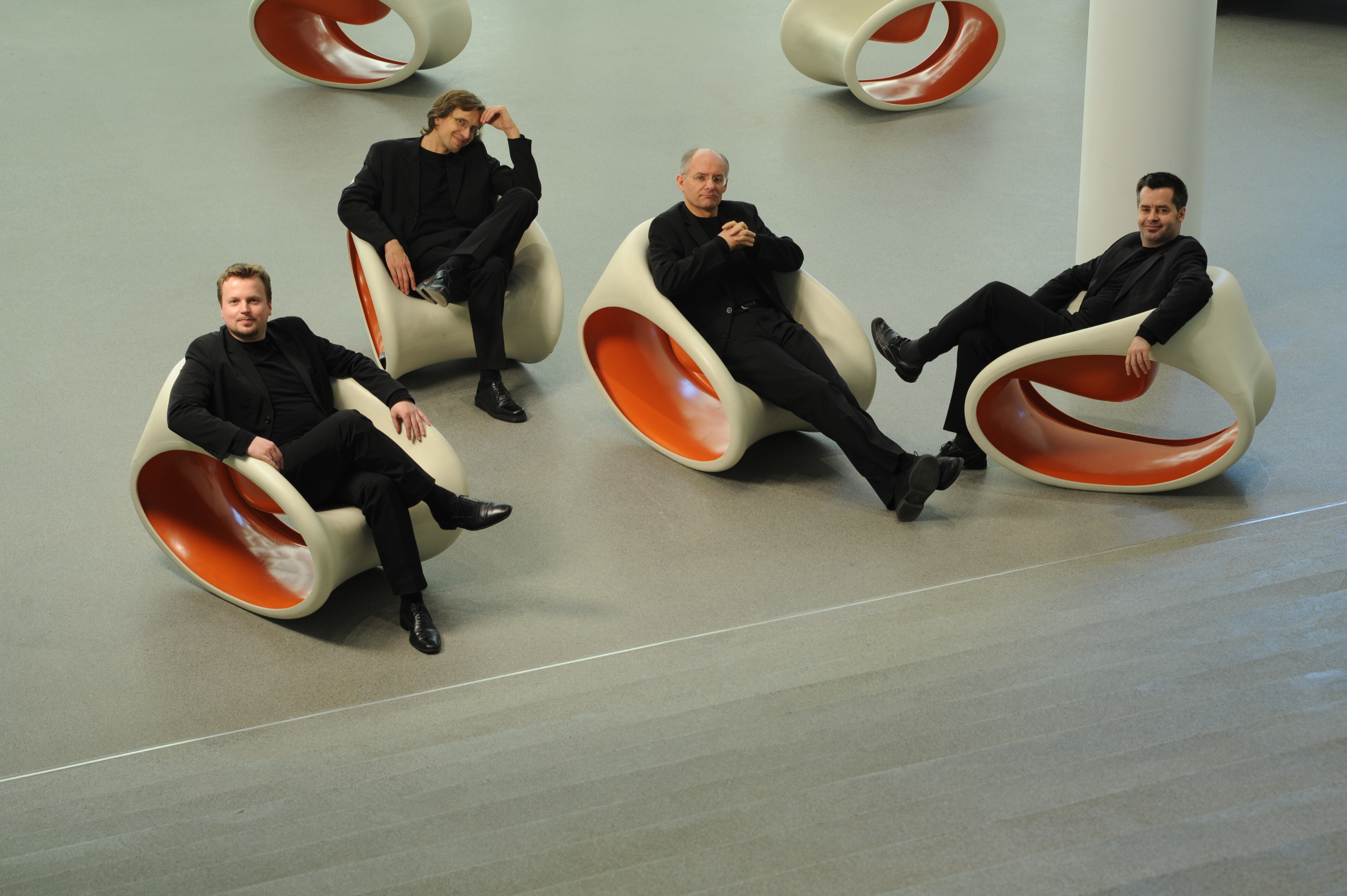
"Stimmewerck", mit, von links nach rechts, Franz Vitzthum, Kontertenor; Marcus Schmidl, Bass; Gerhard Hölzle and Klaus Wenk, Tenöre.

Stimmwerck war ein Vokalensemble, das 2001 in München gegründet wurde. Es bestand aus den beiden Tenören Gerhard Hölzle und Klaus Wenk, dem Bassisten Marcus Schmidl und Franz Vitzthum als Kontratenor. Drei der vier Sänger begannen ihre musikalische Ausbildung bei den Regensburger Domspatzen.
Der Name entstammt der Bezeichnung für eine Gruppe gleicher Instrumente, wie sie zum Beispiel im Lehrwerk „Syntagma musicum“ von Michael Praetorius benutzt wurde. Regelmäßige Tonaufnahmen stellten einen wichtigen Baustein im künstlerischen Schaffen Stimmwercks dar. Das Ensemble widmete sich dabei jeweils einem Renaissancekomponisten aus dem deutschsprachigen Raum.
Die erste CD enthielt Werke des Bamberger Komponisten Heinrich Finck. Die zweite CD war Kompositionen Adams von Fulda gewidmet. Zusammen mit dem Instrumentalensemble La Villanella wurde im April 2007 unter dem Titel eine SACD „Susanne un jour“ mit Werken von Orlando di Lasso eingesungen.
Seit 2005 veranstaltete das Ensemble jährlich die sogenannten „Stimmwercktage“ auf dem Adlersberg bei Regensburg, um dort unter Verwendung moderner Technik das Werk eines ausgewählten Komponisten der Renaissance in den Mittelpunkt zu stellen. Ab 2019 wird dieses Festival vom Ensemble Singer Pur als Singer Pur Tage fortgeführt.
2016 wurde Stimmwerck mit dem Kulturpreis des Bezirks Oberpfalz in der Kategorie „Vokalensemble“ ausgezeichnet. 2019 gab das Ensemble seine Auflösung bekannt.

## Diskographie
- Heinrich Finck (1444–1527): Missa und Lieder (Cavalli Records)
- Adam von Fulda (ca. 1445–1505): Messe Motetten Lieder (Cavalli Records)
- Codex St. Emmeram
- gyri gyri gaga – Lust & Leben in der deutschen Renaissance (Christopherus Records)
- Weyhnacht Gesaenge  (Christopherus Records) 2012